# 美國購物中心
美國購物中心（英語：Mall of America, MoA）是位於美国明尼蘇達州布盧明頓的大型購物中心。它於1992年開幕，是美國最大、西半球最大、世界第十二大購物中心。

## 外部連結
- 官方网站